# Критерій Ейлера
У теорії чисел критерій Ейлера — це формула для визначення чи є ціле квадратичним лишком по простому модулю. А саме,
Нехай p буде непарним простим і a буде цілим числом взаємно простим з p. Тоді
{\displaystyle a^{\tfrac {p-1}{2}}\equiv {\begin{cases}\;\;\,1{\pmod {p}}&\exists x,a\equiv x^{2}{\pmod {p}}\\-1{\pmod {p}}&\nexists x\end{cases}}}
Критерій Ейлера можна стисло сформулювати використовуючи символ Лежандра:
{\displaystyle \left({\frac {a}{p}}\right)\equiv a^{(p-1)/2}{\pmod {p}}.}
Критерій вперше з'явився в документі Ейлера 1748 року.

## Доведення
Доведення використовує факт того, що класи лишків по простому модулю є полями. Також існує (p − 1)/2 квадратичних лишків і така сама кількість нелишків (mod p).
Мала теорема Ферма каже, що
{\displaystyle a^{p-1}\equiv 1{\pmod {p}}}
(Припустимо, що a на є 0 mod p). Це можна записати як
{\displaystyle (a^{\tfrac {p-1}{2}}-1)(a^{\tfrac {p-1}{2}}+1)\equiv 0{\pmod {p}}.}
Оскільки цілі mod p утворюють поле, якийсь з цих множників повинен бути конгруентним нулю.
Тут припустимо, що a є квадратичним лишком, a ≡ x2,
{\displaystyle a^{\tfrac {p-1}{2}}\equiv {x^{2}}^{\tfrac {p-1}{2}}\equiv x^{p-1}\equiv 1{\pmod {p}}.}
Отже, кожен квадратичний лишок (mod p) робить перший множник нулем.
Теорема Лагранжа говорить, що існує не більше ніж (p − 1)/2 значень a, які обнуляють перший множник. Але також відомо, що наявні (p − 1)/2 різних квадратичних лишків (mod p) (окрім 0). Отже, вони і є класами лишків, які роблять перший множник нулем. Інші (p − 1)/2 класів лишків, нелишкі, повинні бути такими, що обнуляють другий множник.